# 1035 Амата
1035 Амата (1924 SW, 1935 SU, 1969 TJ4, A913 UC, 1035 Amata) — астероїд головного поясу, відкритий 29 вересня 1924 року.
Тіссеранів параметр щодо Юпітера — 3,104.
Названо на честь королеви Лаціо — Амати з римської міфології.